# L'Île de la raison
L’Île de la raison ou les Petits Hommes est une comédie sociale en trois actes et en prose de Marivaux représentée pour la première fois le 11 septembre 1727 par les Comédiens français ordinaires du roi.

## Analyse
Le défaut essentiel dont souffrait L’Île de la raison, qui reprend les mêmes thèmes que l'Île des esclaves en les développant, était d’être dépendante d’une mise en scène reposant sur une optique théâtrale irréalisable : dans l’idée de Marivaux, les personnages de l’Île de la raison sont des nains qui grandissent peu à peu et atteignent la taille d’homme à mesure que leur vient la raison, mais cet effet était impossible à rendre pour le public, aussi informé fût-il, censé s’imaginer que tel individu dont la taille ne varie pas à ses yeux est un nain au commencement de la pièce, et se trouve un homme ordinaire à la fin. Marivaux avait cru remédier à cette insuffisance en plaçant un prologue en tête de sa comédie. Dans la première scène de la pièce, le gouverneur de l’île et sa fille échangent également quelques observations au sujet des petits êtres qu’un naufrage a jetés dans leur île et qu’ils traitent à peu près comme les habitants de Brobdingnag traitent Gulliver, mais ces explications n’attirèrent pas suffisamment l’attention.

## Réception
Très maltraitée par le public à la première représentation, l’Île de la raison ne fut jouée que quatre fois. Quoiqu'elle abonde en jolis détails et surtout en mots spirituels, c’est moins une pièce qu’une dissertation philosophique. Marivaux a écrit une préface dans laquelle il reconnaît que la pièce est injouable :

## Préface
« J’ai eu tort de donner cette comédie-ci au théâtre. Elle n’était pas bonne à être représentée, et le public lui a fait justice en la condamnant. Point d’intrigue, peu d’action, peu d’intérêt ; ce sujet, tel que je l’avais conçu, n’était point susceptible de tout cela : il était d’ailleurs trop singulier ; et c’est sa singularité qui m’a trompé : elle amusait mon imagination. J’allais vite en faisant la pièce, parce que je la faisais aisément.
Quand elle a été faite, ceux à qui je l’ai lue, ceux qui l’ont lue eux-mêmes, tous gens d’esprit, ne finissaient point de la louer. Le beau, l’agréable, tout s’y trouvait, disaient-ils, jamais, peut-être, lecture de pièce n’a tant fait rire. Je ne me fiais pourtant point à cela : l’ouvrage m’avait trop peu coûté pour l’estimer tant : j’en connaissais tous les défauts que je viens de dire ; et, dans le détail, je voyais bien des choses qui auraient pu être mieux ; mais, telles qu’elles étaient, je les trouvais bien. Et, quand la représentation aurait rabattu la moitié du plaisir qu’elles faisaient dans la lecture, ç’aurait toujours été un grand succès.
Mais tout cela a changé sur le théâtre. Ces petits hommes, qui devenaient fictivement grands, n’ont point pris. Les yeux ne se sont point plu à cela, et dès lors on a senti que cela se répétait toujours. Le dégoût est venu, et voilà la pièce perdue. Si on n'avait fait que la lire, peut-être en aurait-on pensé autrement : et, par un simple motif de curiosité, je voudrais trouver quelqu’un qui n’en eût point entendu parler, et qui m’en dit son sentiment après l’avoir lue : elle serait pourtant autrement qu’elle n’est si je n’avais point songé à la faire jouer.
Je l’ai fait imprimer le lendemain de la représentation, parce que mes amis, plus fâchés que moi de sa chute, me l’ont conseillé d’une manière si pressante que je crois qu’un refus les aurait choqués : ç’aurait été mépriser leur avis que de le rejeter.
Au reste, je n’en ai rien retranché, pas même les endroits que l’on en a blâmés dans le rôle du paysan, parce que je ne les savais pas ; et à présent que je les sais, j’avouerai franchement que je ne sens point ce qu’ils ont de mauvais en eux-mêmes. Je comprends seulement que le dégoût qu’on a eu pour le reste les a gâtés, sans compter qu’ils étaient dans la bouche d’un acteur dont le jeu, naturellement fin et délié, ne s’ajustait peut-être point à ce qu’ils ont de rustique.
Quelques personnes ont cru que, dans mon Prologue, j’attaquais la comédie du Français à Londres. Je me contente de dire que je n’y ai point pensé, et que cela n’est point de mon caractère. La manière dont j’ai jusqu’ici traité les matières du bel-esprit est bien, éloignée de ces petites bassesses-là ; ainsi ce n’est pas un reproche dont je me disculpe, c’est une injure dont je me plains. »

## Personnages du prologue
- Le Marquis.
- Le chevalier.
- La Comtesse.
- Le Conseiller.
- Un acteur.

## Personnages
- Le Gouverneur.
- Parmenès, fils du Gouverneur.
- Floris, fille du Gouverneur.
- Blectrue, conseiller du Gouverneur.
- Insulaire.
- Une Insulaire.
- Mégiste, domestique insulaire.
- Suite du Gouverneur.
- Le Courtisan.
- La Comtesse, sœur du courtisan.
- Fontignac, Gascon, secrétaire du courtisan.
- Spinette, suivante de la comtesse.
- Le Poète.
- Le Philosophe.
- Le Médecin.
- Le paysan Blaise.

## L’intrigue

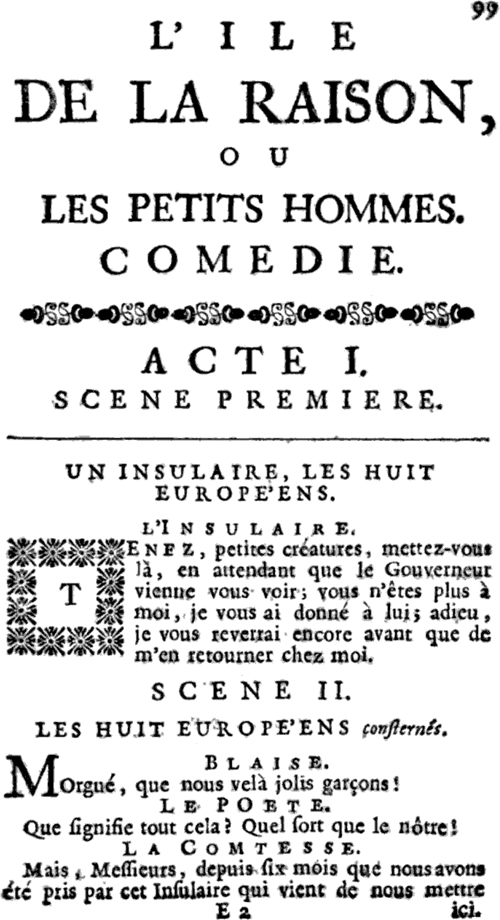
L’Ile de la raison, 1754

Dans l’île de la Raison où, comme l’explique aux nouveaux venus le sage Blectrue, conseiller du gouverneur de l’île, ce sont les femmes qui font la cour aux hommes, tous les habitants sont raisonnables. Lorsque des individus qui ne le sont pas y abordent, ils perdent de leur taille en proportion de leur degré de folie. Huit Européens débarquent dans cette île : un courtisan, son secrétaire gascon, du nom de Fontignac, une comtesse et sa femme de chambre Spinette, un poète, un philosophe, un médecin et un paysan. En leur qualité de Français, ces personnages sont devenus nains en abordant, mais ils le sont à divers degrés. Celui dont la taille a le moins souffert est Blaise, le paysan et, par conséquent, celui qui est le plus raisonnable. Blaise convient franchement qu’il a souvent outrepassé les règles de la tempérance et qu’il lui est arrivé souvent de tromper les acheteurs auxquels il vendait ses produits. À mesure qu’il avoue ses fautes et prend la résolution de s’en corriger, il grandit aux yeux de ses compagnons. Une fois guéri, il entreprend de guérir le Gascon qui, reconnaissant sincèrement qu’il a été menteur, vantard et flatteur, reprend aussi sa taille. Le Gascon à son tour confesse et guérit la femme de chambre. Quant au médecin, devenu presque indécelable, il doit promettre de cesser de « guérir » ses malades et de promettre de laisser les gens mourir tout seuls pour recouvrer sa taille. La comtesse doit, quant à elle, se corriger de sa coquetterie, son orgueil et sa feinte politesse. Elle se décide même à faire une déclaration au fils du gouverneur de l’île et reprend la taille qu’elle avait avant son naufrage. La conversion la plus rude est celle du courtisan auquel son secrétaire a le plus grand mal à rappeler ses emprunts à droite et à gauche jamais remboursés, ses fausses protestations d’amitié, son amour des louanges. Le courtisan finit pourtant par confesser ses torts et par tendre la main au paysan et au Gascon, qui les lui ont fait connaître. Seuls, le poète et le philosophe refusent d’avouer qu’ils se sont trompés, et restent incurables. Spinette se décide, comme la comtesse, à faire une déclaration ; elle est bien reçue, et tout finit par des mariages.

## Source
- Jean Fleury, Marivaux et le marivaudage, Paris, Plon, 1881, p. 85-8.